# Picathartes
Picathartes é um gênero de aves passeriformes pertencentes à subordem Passeri.

## Espécies
- Picathartes gymnocephalus (Temminck, 1825)
- Picathartes oreas Reichenow, 1899